# Радио-телевизија Србије
Радио-телевизија Србије (РТС) је јавни медијски сервис Србије. Постоји од 1. октобра 1924. када је покренут Радио Београд, док је данашњи назив усвојен 1. јануара 1992. Пуноправни је члан Европске радиодифузне уније.
РТС има четири организационе јединице — радио, телевизију, музичку продукцију и дискографску кућу (ПГП РТС). Поседује разгранату мрежу дописничких центара која је распрострањена широм света. Један је од најзначајнијих елемената кинематографије Србије. Финансира се првенствено кроз месечне претплате и прихода од оглашавања.

## Кратак преглед настанка РТБ

### Радијски програм
Прво емитовање радијског програма у Србији везује се за октобар 1924. године, када је по први пут у Београду пуштен радијски сигнал који је био емитован са предајника у Раковици. Након пет година, 24. марта 1929. Радио Београд почиње са редовним емитовањем свог програма из зграде Српске Академије Наука. Касније се јавља и Краткоталасна станица Београд, која је емитовала из зграде тадашњег Министарства Шума и Руда (сада зграда Министарства спољних послова). Други светски рат је прекинуо емитовање државног радио-програма у Београду.
За време рата, у Београду је радила немачка радио-станица, која је давала и програм на српском језику.
Настанак садашњег Радио Београда је уследио после ослобођења, 10. новембра 1944. Тај дан је уједно и дан РТБ, који је преузела и РТС.
Првог октобра 2024. Радио Београд обележава и слави 100 година постојања.

### Телевизијски програм
Прва професионална демонстрација телевизијске технике на тлу Србије везује се за презентацију холандске фирме Филипс, која је у Београду, између 9. и 19. септембра 1938, представила основни систем ТВ преноса.
Поводом стоте годишњице од рођења Николе Тесле 1956. је била организована демонстрација телевизије. Пробни програм београдске телевизије је уследио након две године. 23. августа 1958. Емитовање првог програма РТБ је започето најавом програма и живим преносом првог ТВ Дневника у 20 сати који је водио Милоје Орловић.
У тренутку када је настала РТВ Београд своју телевизију је већ имало двадесетак земаља у свету (Енглеска, Совјетски Савез, Француска, Америка, Бразил, Холандија, Данска, Италија, Пољска, Шпанија, Канада, Немачка, Швајцарска, Чехословачка, Јапан, Белгија, Шведска, Монако, Луксембург и Аустрија).
Од 29. новембра 1958. је започет заједнички експериментални програм југословенских телевизијских станица.
ТВБ је проширена оснивањем два нова програма: Другог, као првог колор-програма на овим просторима (рачунајући простор бивше Југославије), који је лансиран 31. децембра 1971, и Трећег канала, омладинског канала, који је са радом почео 1. јула 1989. и трајао до 1. маја 2006.

## РТС после распада СФРЈ

### 1992—2000.
Радио-телевизија Србије (РТС) законски је уређена 1. јануара 1992. Тада је створено Јавно предузеће Радио-телевизија Србије које се састојало из Радио-телевизије Београд (РТБ), Радио-телевизије Нови Сад (РТНС) и Радио-телевизије Приштина (РТП). Истим законом је дефакто укинута РТВ претплата и уведена такса за електрично бројило, чији је највећи износ ишао ЈП Радио-телевизија Србије (ЈП РТС).
Према новом уређењу телевизијски канали су се званично звали:
- Канали РТБ (ТВБ):
  - РТС 1
  - РТС 2
  - РТС 3К (угашен 2006)
  - РТС Свет (латиницом: RTS SVET — започео своје емитовање 14. маја 1991. године као „TVB SAT”, а до 1. фебруара 2018. емитовао под називом РТС Сателит)
- Канали РТНС (ТВНС):
  - РТС НС (данас РТВ 1)
  - РТС НС+ (данас РТВ 2)
- Канал РТП (ТВП):
  - РTС Приштина (угашен — дефакто замењен програмима УНМИК-ове Радио-телевизије Косова)

Телетекст је уведен 22. марта 1994, а прва интернет презентација стартовала је за време бомбардовања Србије 1999. године.

### Данашње уређење
Радио-телевизија Србије се данас дели на Радио Београд и Телевизију Београд, тако да иако се канали ТВБ-а зову РТС 1 и РТС 2 често на одјавним шпицама емисија на овим каналима можете видети натпис: производња РТС-ТВБ. Дана 18. децембра 2003. године у РТС је било 5.936 запослених, у сталном радном односу.

### ТВ емитовање
РТС емитује телевизијски програм у укупном дневном обиму од 96 часова. Радијски програми РТС емитују 96 часова програма дневно, а суботом и недељом по 108 часова. Учешће програма из сопствене продукције у укупном телевизијском емитовању је, на Првом програму 95%, на Другом 90%, на Трећем 58% (до укидања Трећег канала, 1. маја 2006), на Сателитском 96%, а у радијском емитовању 98,8%.
Од 29. јануара 2022. РТС дневник и друге информативне емисије реализује из новог студија конципираног по највишим светским сценографским стандардима. РТС такође има на располагању највећи видео зид на Балкану.

### Радио емитовање
Радијски програм РТС се емитује преко УКТ ФМ мреже предајника и репетитора на 17 локација. Први програм Радија Београд се емитује на средњим таласима, преко мреже предајника на 11 локација. ЕТВ емитује ТВ програм РТС преко мреже предајника на 12 локација и мреже репетитора на 238 локација.

### Дописнички центри
Радио и ТВ програми РТС се дистрибуирају преко мреже микроталасних РР веза (44 хопа) која повезује 14 емисионих локација. У систем контрибутивних веза повезано је 22 локална дописничка центра, од којих је први отворен у Крагујевцу.

#### Списак дописничких центара у Србији
- Ваљево
- Врање
- Вршац
- Зајечар
- Зрењанин
- Јагодина
- Кикинда
- Крагујевац
- Краљево
- Крушевац
- Куршумлија
- Лесковац
- Лозница
- Ниш
- Нови Пазар
- Нови Сад
- Панчево
- Пирот
- Пожаревац
- Прокупље
- Смедерево
- Ужице
- Чачак
- Шабац

#### Списак дописничких центара у иностранству
- Беч, Аустрија
- Вашингтон, САД
- Брисел, Белгија
- Чикаго, САД
- Москва, Русија
- Рим, Италија
- Париз, Француска
- Токио, Јапан

## Продукциони центри РТС
РТС (мислећи, притом, на ТВ Београд и Радио Београд) се налази на више локација у Београду. Телевизија је смештена у два велика ТВ центра – у центру града (комплекс зграда у Таковској 10 и Абердаревој 1 и 1а) и у Кошутњаку (у Кнеза Вишеслава 88, надомак Филмског града). Ту је и један мањи ТВ центар, заправо историографски посматрано најважнији, на Београдском сајму. То је прва зграда српске телевизије и ту се налази један омањи студио и канцеларије појединих редакција. Међутим, ТВБ има своје зграде (делове администрације, издавачка делатности и сл.) и на другим локацијама у граду.
ТВ центар у Абердаревој (некадашња зграда Авала филма) отворен је 1. октобра 1966, нова, плава зграда започета је 1989. а зграда у Таковској, подигнута током седамдесетих па оштећена током Петооктобарске промене, реконструисана је и постепено усељавана током 2004. У овим зградама се данас налазе Дирекција, Центар Документације, редакције, студији, режије, техника, мастер, монтажне јединице, собе за преглед трака, Обезбеђење РТС, галерија РТС и др.
Центар у Кошутњаку, као први ТВ дом, свечано је отворен 1980. и тамо су смештени: студији са пратећим објектима, режије, техника, линк, депои, магацини и др.
Продукциони центар Радија Београд налази се у Хиландарској 2. Ту су смештени редакције, студији, техника, библиотека и други садржаји.
РТС поседује више радијских и ТВ студија, четири РЕМ јединице за монтажу, шест БЕТА монтажа, пет дигиталних монтажа и једну offline монтажу. Продукција има 35 мобилних камера са 60 KW расвете. Преносна техника РТС поседује пет репортажних кола, девет пари линковских веза и пет мобилних екипа расвете.
Возни парк обухвата 194 возила специјализоване или опште намене.
РТС поседује и лиценцу за сертификацију кабловских дистрибутивних и заједничких антенских система.

## Радио Београд
Радио Београд има за циљ стварање висококвалитетних програма, ослобођених уско комерцијалних интереса и политичке пристрасности. Реч је о широкој скали понуда које треба да задовоље потребе свих грађана у области информисања, образовања и забаве и унапређењу јавних вредности.

### Канали Радија Београд
- Београд 1
- Београд 2
- Београд 3П
- Београд 202

## Телевизија Београд
Телевизија Београд данас има три земаљска и један сателитски.
Радио-телевизија Србије располаже са шест опремљених телевизијских студија, од којих је један дигитални (за Дневник, кратке вести на сат времена, спортске најаве, најаве емисије Трезор и специјалне политичко-информативне емисије), један виртуелни (за дечје емисије, временску прогнозу и све садржаје који захтевају интерактивне садржаје и није им потребан стандардни сет сценографије – то се надокнађује компјутерски, путем „хрома-кија“) а један за колажне емисије, попут Јутарњег програма и Београдске хронике.
Ова четири студија се, поред једног у изградњи (тренутно у финалној фази) налазе у ТВ центру у Абердаревој. Два студија за политичке и забавне садржаје налазе се у Кошутњаку, док је један смештен у ТВ центру на Сајму.
Поред тога, ТВБ поседује и тонске студије, тј. студије за синхронизацију.
У 2010. години Радио-телевизија Србије је од реклама остварила приход од 24,9 милиона евра.

### Активни канали
| Име канала | Лого канала | Информације о каналу |
| ---------- | ----------- | --- |
| РТС 1      |             | Прва српска телевизија, покренута 23. августа 1958. Има националну покривеност. |
| РТС 2      |             | Прва телевизија у боји у Србији и бившој Југославији, покренута 31. децембра 1971. Има националну покривеност. |
| РТС Свет   |             | РТС сателитски програм, покренут 14. маја 1991. године. Доступан широм Европе, Северне Америке и Аустралије. |
| РТС 3      |             | Прва српска искључиво дигитална телевизија, покренута 28. новембра 2008. године, првобитно у формату, а од 21. марта 2012. године земаљским путем се емитује посредством пробне мреже у већем делу Србије. Има националну покривеност. |

### Неактивни канали
| Име канала   | Лого канала | Информације о каналу |
| ------------ | ----------- | --- |
| 3К           |             | Омладински канал, са радом почео 1. јула 1989, емитовање завршено 1. маја 2006. предајничка мрежа је од стране РРА предата ТВ Авала. |
| РТС Приштина |             | Основан као РТВ Приштина у оквиру ЈРТ 26. новембра 1975. Емитовање је прекинуто када је КФОР дошао на КиМ 1. јуна 1999, замењен је каналом Радио-телевизија Косово (РТК). |
| РТС HD       |             | Прва српска телевизија високе дефиниције (HD), покренута 9. септембра 2009. Првобитно је била доступна само у Београду и Новом Саду, односно делу Војводине, од 21. марта 2012. године земаљским путем се емитује посредством пробне мреже у већем делу Србије. Након што су телевизијски канали РТС-а почели да емитују програм у високој резолуцији, РТС HD је престао са емитовањем, па је замењен новим тематским каналом РТС НАУКА HD. |

### РТС – Тематски канали
Након што је 2015. године генерални директор Радио-телевизије Србије, Драган Бујошевић, потписао уговор о пословној сарадњи са директором "Телекома Србије", на МТС телевизији започело је емитовање нових телевизијских програма РТС-а, под називом "РТС пакет". Пакет обухвата осам специјализованих тематских канала.
| Име канала    | Лого канала | Информације о каналу |
| ------------- | ----------- | --- |
| РТС Драма     |             | Канал намењен емитовању играног, серијског и филмског програма Телевизије Београд, односно РТС-а. |
| РТС Живот     |             | Програм колажног карактера, доноси најбоље ауторске, путописне, као и забавне емисије РТС-а. |
| РТС Трезор    |             | РТС Трезор је програм конципиран на архивском садржају, који за циљ има повратак бренда Телевизија Београд. Програм се развија на бази старе шеме. На програму се емитују документарне, школске, драмске и остале емисије из богатог архива РТС-а. |
| РТС Коло      |             | Канал је посвећен народној музици |
| РТС Музика    |             | |
| РТС Наука     |             | |
| РТС Класика   |             | |
| РТС Полетарац |             | Канал намењен дечијем програму |

## РТС Интернет
У складу са правилима Европске радиодифузне уније, РТС преко својих сајтова емитује свој РТС САТ програм. Такође програм Радио Београда се емитује преко интернета.
У току трајања Светског првенства у фудбалу 2010. РТС је посетиоцима из Србије понудио да гледају све утакмице на свом сајту. Посетиоци из иностранства су то могли да ураде преко сајта Евровизије.
Средином 2010. године покренута је интернет страница прилагођена за мобилне телефоне (РТС Mobile).
Интернет страница РТС је једна од првих која је регистровала ћирилични .срб домен. Домен је почео да се користи од 27. јануара 2012. године. Страницу је могуће посетити на адреси ртс.срб.
Почетком 2018. године покренута је и услуга РТС Планета (http://www.rtsplaneta.rs) на којој је могуће гледати све ТВ и радио канале Радио-телевизије Србије.

## ПГП РТС
Пун назив: Продукција грамофонских плоча Радио-телевизије Србије. Дискографска кућа у оквиру РТС основана је 1951. као „Југословенске грамофонске плоче – Југодиск“.
Током свог вишедеценијског постојања, ПГП је створио фонотеку од преко 10.500 наслова (издања), преко 120.000 нумера и око 6.000 сати програма.

## Музичка продукција РТС
На националном нивоу, ова институција датира од 1937. године. Музичка продукција РТС обухвата следеће сегменте: Симфонијски оркестар, Хор, Дечји хор, Дечји хор Колибри, Џез оркестар, Народни оркестар и Народни ансамбл. Циљ постојања овог сегмента РТС је прикупљање грађе из националне и интернационалне, жанровски веома различите, музике.
Од 1950. постоји и Нототека која садржи око 30000 музичких дела најразличитијих жанрова. Концертна делатност, снимање музике за потребе програма РТС, издавачка делатност, сарадња са еминентним уметницима из целог света само су део послова којима се бави ова институција у оквиру РТС. Тренутно броји око 250 професионалних музичара.

## Генерални директори РТС
| Генерални Директор               | Мандат    | Проведено време |
| -------------------------------- | --------- | --------------- |
| Мирко Тепавац                    | 1955—1959 | 4 године        |
| Душан Поповић                    | 1959—1962 | 3 године        |
| Здравко Вуковић                  | 1962—1972 | 10 година       |
| Милан Вукос                      | 1972—1985 | 13 година       |
| Ратомир Вицо                     | 1985—1988 | 3 године        |
| Душан Митевић                    | 1989—1991 | 2 године        |
| Добросав Бјелетић                | 1991—1993 | 2 године        |
| Милорад Вучелић                  | 1993—1995 | 2 године        |
| Драгољуб Милановић               | 1995—2000 | 6 година        |
| Ненад Ристић (вршилац дужности)  | 2000—2001 | 7 месеци        |
| Александар Црквењаков            | 2001—2004 | 3 године        |
| Александар Тијанић               | 2004—2013 | 9 година        |
| Никола Мирков (вршилац дужности) | 2013—2015 | 2 године        |
| Драган Бујошевић                 | 2015—     | тренутни        |